# Trần Văn Đạt (cầu thủ bóng đá)
Trần Văn Đạt (sinh ngày 26 tháng 12 năm 2000) là một cầu thủ bóng đá chuyên nghiệp người Việt Nam thi đấu ở vị trí tiền vệ cho câu lạc bộ Thép Xanh Nam Định tại V.League 1.

## Sự nghiệp
Trần Văn Đạt trưởng thành từ trung tâm đào tạo bóng đá trẻ Hà Nội. Năm 2020, anh được triệu tập lên đội tuyển U-23 Việt Nam và tham gia loạt trận giao hữu cùng đội tuyển quốc gia Việt Nam. Sau đó một năm, Văn Đạt được huấn luyện viên Park Hang-seo triệu tập để tham dự vòng loại U23 châu Á 2022. Tiếc rằng, tiền vệ sinh năm 2000 lại không nằm trong danh sách cuối cùng của đội tuyển U-23 Việt Nam tham dự SEA Games 31 và Vòng chung kết U23 châu Á 2022.
Được đôn lên đội một Hà Nội từ mùa 2021 nhưng Văn Đạt không có cơ hội ra sân cho đội bóng Thủ đô. Anh có 2 lần được đem cho Công an Nhân dân ở giải hạng Nhất mượn ở mùa giải 2021 và giai đoạn 2 của mùa 2022. Trước đó ở mùa 2020, anh cũng được gửi đi Phú Thọ và giúp đội thăng hạng từ giải hạng Nhì lên hạng Nhất.